# South Milwaukee
South Milwaukee és una població dels Estats Units a l'estat de Wisconsin. Segons el cens del 2000 tenia 21.256 habitants.

## Demografia
Segons el cens del 2000, South Milwaukee tenia 21.256 habitants, 8.694 habitatges, i 5.616 famílies. La densitat de població era de 1.716,9 habitants per km².
Dels 8.694 habitatges en un 30,2% hi vivien nens de menys de 18 anys, en un 49,8% hi vivien parelles casades, en un 10,7% dones solteres, i en un 35,4% no eren unitats familiars. En el 30,1% dels habitatges hi vivien persones soles l'11,2% de les quals corresponia a persones de 65 anys o més que vivien soles. El nombre mitjà de persones vivint en cada habitatge era de 2,4 i el nombre mitjà de persones que vivien en cada família era de 3.
Per edats la població es repartia de la següent manera: un 23,9% tenia menys de 18 anys, un 8% entre 18 i 24, un 30,3% entre 25 i 44, un 21,1% de 45 a 60 i un 16,6% 65 anys o més.
L'edat mediana era de 38 anys. Per cada 100 dones de 18 o més anys hi havia 91,9 homes.
La renda mediana per habitatge era de 44.197 $ i la renda mediana per família de 54.474 $. Els homes tenien una renda mediana de 38.146 $ mentre que les dones 27.121 $. La renda per capita de la població era de 20.925 $. Aproximadament el 4,5% de les famílies i el 6% de la població estaven per davall del llindar de pobresa.

## Poblacions més properes
El següent diagrama mostra les poblacions més properes.